# Sydney Newman
Sydney Cecil Newman, född den 1 april 1917, död den 30 oktober 1997, var en kanadensisk film- och TV-producent som spelade en stor roll för den brittiska dramaproduktionen under 1950- och 1960-talet. 1970 återvände han till Kanada där han fortsatte sin karriär.

## Karriären i Storbritannien
Newman arbetade först med Associated British Corporation (ABC). Därefter började han 1962 att arbeta för BBC. Under åren i Storbritannien initierade han två populära TV-serier, The Avengers och Doctor Who. Han arbetade också med socialrealistiska dramaproduktioner såsom Armchair Theatre och The Wednesday Play.

## Karriären i Kanada
Efter återkomsten till Kanada fick han en ledande tjänst vid Canadian Radio and Television Commission (CRTC). Därefter arbetade som ledare för National Film Board of Canada (NFB). Han innehade också ledande positioner vid Canadian Film Development Corporation och Canadian Broadcasting Corporation och var rådgivande till Secretary of State for Canada.